# Ingrid Newkirk
Ingrid Elizabeth Newkirk, nata Ward (Kingston upon Thames, 11 giugno 1949), è un'attivista per i diritti degli animali britannica naturalizzata statunitense, fondatrice e presidente di People for the Ethical Treatment of Animals (PETA), la più grande organizzazione al mondo per i diritti degli animali. Autrice di vari libri, tra cui The PETA Practical Guide to Animal Rights: Simple Acts of Kindness to Help Animals in Trouble (2009) e Animalkind: Remarkable Discoveries About Animals and Revolutionary New Ways to Show Them Compassion (2020), Newkirk ha lavorato per il movimento per la protezione degli animali dal 1972.

## Biografia
Nata a Kingston upon Thames, in Inghilterra, nel 1949, Newkirk è l'unica figlia di Noel Oswald Wodehouse Ward (1917-2000) e Mary Patricia Ward (nata Dudley, 1921–2013). Newkirk ha trascorso i suoi primi anni nelle Isole Orcadi, in Scozia, e a Ware, nell'Hertfordshire. Suo padre era un ingegnere della navigazione e quando aveva sette anni la famiglia si trasferì a Nuova Delhi, in India, dove il padre lavorava per il governo, mentre la madre si offriva volontaria per Madre Teresa in un lebbrosario e in una casa per madri non sposate. Newkirk ha frequentato un collegio conventuale in Himalaya per cittadini indiani benestanti e non nativi. "Era la cosa fatta per una ragazza britannica in India", ha detto a Michael Spectre per The New Yorker. "Ma ero l'unica ragazza britannica in questa scuola. Sono stata costantemente picchiata e affamata dalle suore. L'intera faccenda di Dio mi è stata ficcata in gola". 
Newkirk ha aiutato sua madre nel lebbrosario - impacchettando pillole e arrotolando bende, imbottiture per orfani e dando da mangiare ai randagi - e dice che questo le ha fatto capire che chiunque fosse nel bisogno, compresi gli animali, era degno di preoccupazione, insieme al consiglio di sua madre che non importa chi soffre, ma come. Racconta la storia di una prima esperienza nel tentativo di salvare un animale, quando sentì delle risate nel vicolo dietro la casa di famiglia a Nuova Delhi. Un gruppo di persone aveva legato le zampe di un cane, gli aveva messo la museruola, poi lo aveva calato in un fosso fangoso, ridendo mentre lo guardava tentare la fuga. Newkirk chiese al suo servitore di portarle il cane e cercò di fargli bere dell'acqua, ma qualcuno gli aveva riempito la gola di fango e lui morì tra le sue braccia. Ha detto al Financial Times che è stato un punto di svolta. In seguito ha frequentato la Ware Grammar School, istituita per i membri della Chiesa d'Inghilterra.
Quando aveva diciotto anni, la famiglia si trasferì in Florida, dove suo padre lavorava alla progettazione di sistemi di bombardamento per l'aeronautica degli Stati Uniti. Fu lì che incontrò suo marito, Steve Newkirk. L'ha introdotta alle corse di Formula 1, che, insieme al sumo wrestling, rimane una delle sue grandi passioni, secondo The New Yorker: "È il sesso. La prima volta che senti mandare su di giri i loro motori, mio Dio! Quel rumore mi sale lungo la spina dorsale".

## I diritti degli animali
Fino all'età di 21 anni, Newkirk non aveva pensato ai diritti degli animali e nemmeno al vegetarianismo. Nel 1970, lei e suo marito si trasferirono a Poolesville, nel Maryland, dove studiò per diventare agente di cambio. Un vicino ha abbandonato alcuni gattini e Newkirk ha deciso di portarli in un rifugio per animali. Ha raccontato:

## Vita privata
Si è sposata nel 1968 con Steve Newkirk. La coppia ha divorziato nel 1980.